# Mirotice
Mirotice (německy Mirotitz) jsou město v okrese Písek v Jihočeském kraji. Ve městě žije, včetně všech částí, přibližně 1 200 obyvatel.
Miroticím vévodí kostel svatého Jiljí se čtyřpatrovou věží. Městem se Mirotice staly už počátkem 14. století. V obci byla, zejména v 19. století, početná židovská obec s vlastní synagogou (zničenou v 29. dubna 1945 při spojeneckém náletu) a hřbitovem.

## Historie
První písemná zmínka o městě je zpráva o kostele svatého Jiljí z roku 1254. Již v té době se Mirotice staly přemyslovským královským městem. Do výstavby děkanského kostela v Písku byly nejvýznamnějším duchovním centrem v oblasti. Jejich význam umocňovalo to, že ležely na Královské stezce.
V dalších stoletích Mirotice vzkvétaly. Vznikl zde městský špitál a roku 1569 získaly i právo várečné (výroba piva). Patřily nejdříve k rožmitálskému a později ke zvíkovskému panství. Na počátku 17. století a začátkem třicetileté války bylo město poničeno několika vpády vojsk a upadalo. Koncem století se však začaly znovu vzmáhat.
Z novodobých dějin zasáhla do historie a vzhledu města především druhá světová válka. Dne 28. dubna 1945 zde (resp. na náměstí a v přilehlých ulicích) zastavil německý vojenský kontingent včetně dvou polopásových vozidel se čtyřhlavňovými kanony a kolona německých civilních uprchlíků (tzv. národních hostů). Dne 29. dubna ráno je zde objevila americká stíhací letadla (tzv. hloubkaři). Při vzájemném ostřelování a bombardování bylo zničeno několik budov. Další americký nálet přišel v poledne. Německý kontingent byl při něm zničen, ale vyhořelo nebo jinak bylo zničeno 27 domů a dalších 57 bylo většinou těžce poškozeno. Zcela zničena byla např. Alšovna – statek, který patřil rodu Alšů do poloviny 19. století, než jej musel Alšův otec z finančních důvodů opustit. Zahynulo jedenáct místních obyvatel, počet mrtvých německých vojáků a civilistů není znám.

## Obyvatelstvo
| Rok            | 1869  | 1880  | 1890  | 1900  | 1910  | 1921  | 1930  | 1950  | 1961  | 1970  | 1980  | 1991  | 2001  | 2011  | 2021  |
| -------------- | ----- | ----- | ----- | ----- | ----- | ----- | ----- | ----- | ----- | ----- | ----- | ----- | ----- | ----- | ----- |
| Počet obyvatel | 2 944 | 2 873 | 2 587 | 2 576 | 2 397 | 2 238 | 2 030 | 1 572 | 1 493 | 1 382 | 1 264 | 1 154 | 1 104 | 1 149 | 1 203 |
| Počet domů     | 388   | 399   | 398   | 409   | 396   | 390   | 431   | 442   | 406   | 398   | 346   | 424   | 506   | 532   | 532   |

## Městská správa

### Části města
Město Mirotice se skládá z devíti částí na sedmi katastrálních územích.
- Bořice (k. ú. Bořice u Mirotic)
- Jarotice (i název k. ú.)
- Lučkovice (i název k. ú.)
- Mirotice (i název k. ú.)
- Obora u Radobytec (leží v k. ú. Radobytce)
- Radobytce (i název k. ú.)
- Rakovické Chalupy (leží v k. ú. Mirotice)
- Stráž (k. ú. Stráž u Mirotic)
- Strážovice (k. ú. Strážovice u Mirotic)

V letech 1960–1990 k městu patřily i Boudy a od 1. ledna 1981 do 23. listopadu 1990 také Cerhonice a Obora u Cerhonic.

### Městské symboly
Znak města je historický, vlajka byla městu udělena rozhodnutím předsedkyně Poslanecké sněmovny Parlamentu České republiky dne 24. února 2012.

## Pamětihodnosti

### Kostel svatého Jiljí
Kostel je nejvýraznější památkou Mirotic. Nachází se na západ od náměstí. První písemná zmínka je z roku 1254, jeho základy jsou však asi o 100 let starší. Kostel byl několikrát přestavován, naposledy v letech 1870–1872 v pseudorománském stylu, který mu zůstal dodnes. Roku 1670 mu byla přistavěna druhá věž (zvonice).

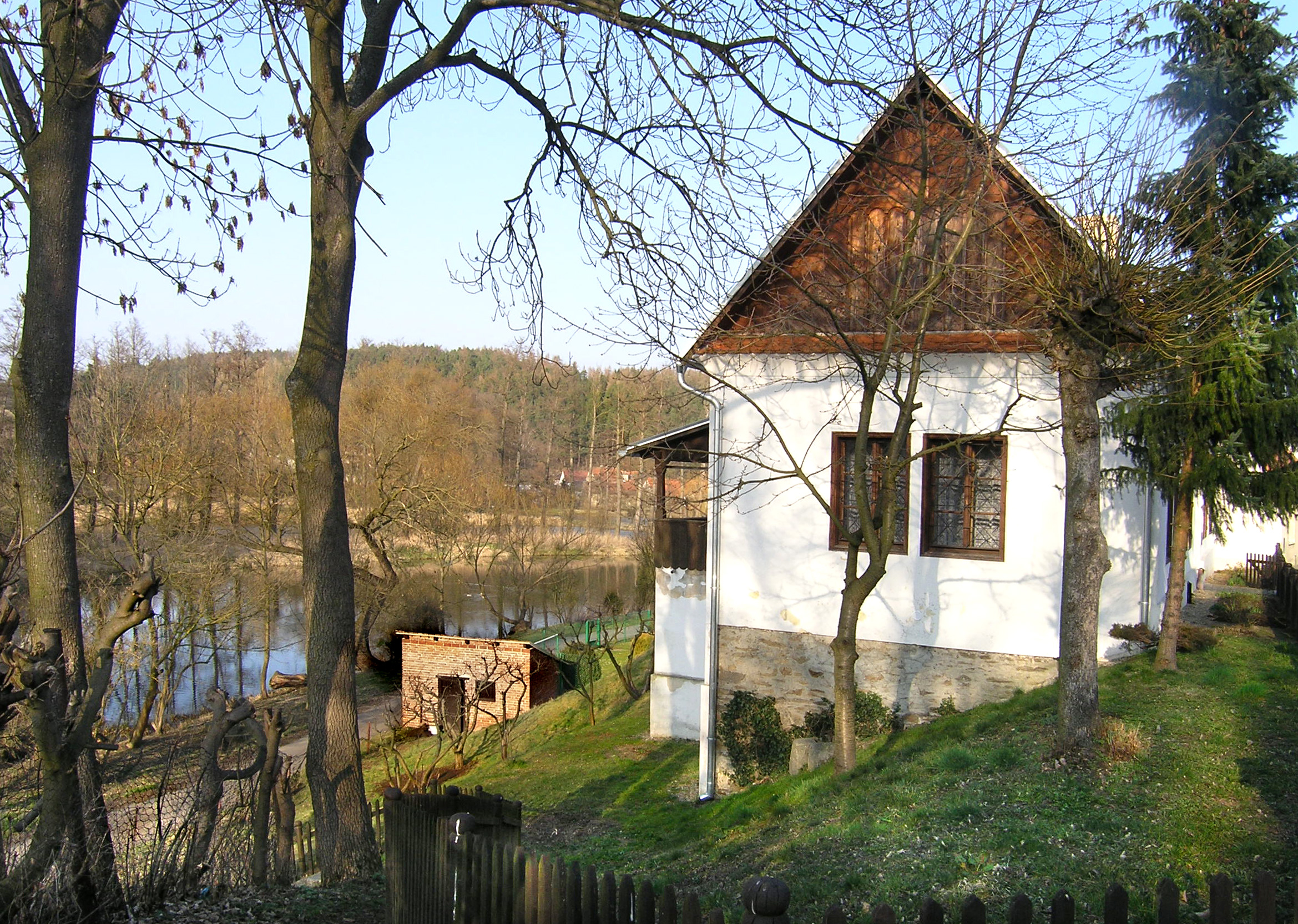
Rodný dům Mikoláše Alše s říčkou Lomnicí

### Rodný dům Mikoláše Alše
Původní Alšův rodný dům v severozápadní části obce se nezachoval, protože byl zcela zničen při požáru. Na jeho místě byla vystavěna více méně zdařilá replika, ve které je nyní památník Mikoláše Alše a Matěje Kopeckého.

### Další pamětihodnosti
- Židovský hřbitov na severu města s cennými náhrobky a památným dubem
- Barokní kaplička svatého Jana Nepomuckého na břehu Lomnice na severovýchodním okraji obce u domu čp. 151.[8]
- Socha svatého Jana Nepomuckého z roku 1782, v roce 1998 restaurovaná
- Most přes Lomnici – technická památka z roku 1939
- Hrobka J. Svěrákové
- Boží muka na okraji města ve směru na Zvíkov. Druhý používaný název těchto muk je Alšova boží muka.[9]
- Boží muka v polích pod Průhonem u komunikace vedoucí z Písku do Prahy.[9]
- Výklenková kaple zasvěcená svatému Janu Nepomuckému se nachází u silnice na Zvíkov na okraji města, naproti čp. 232.[10]

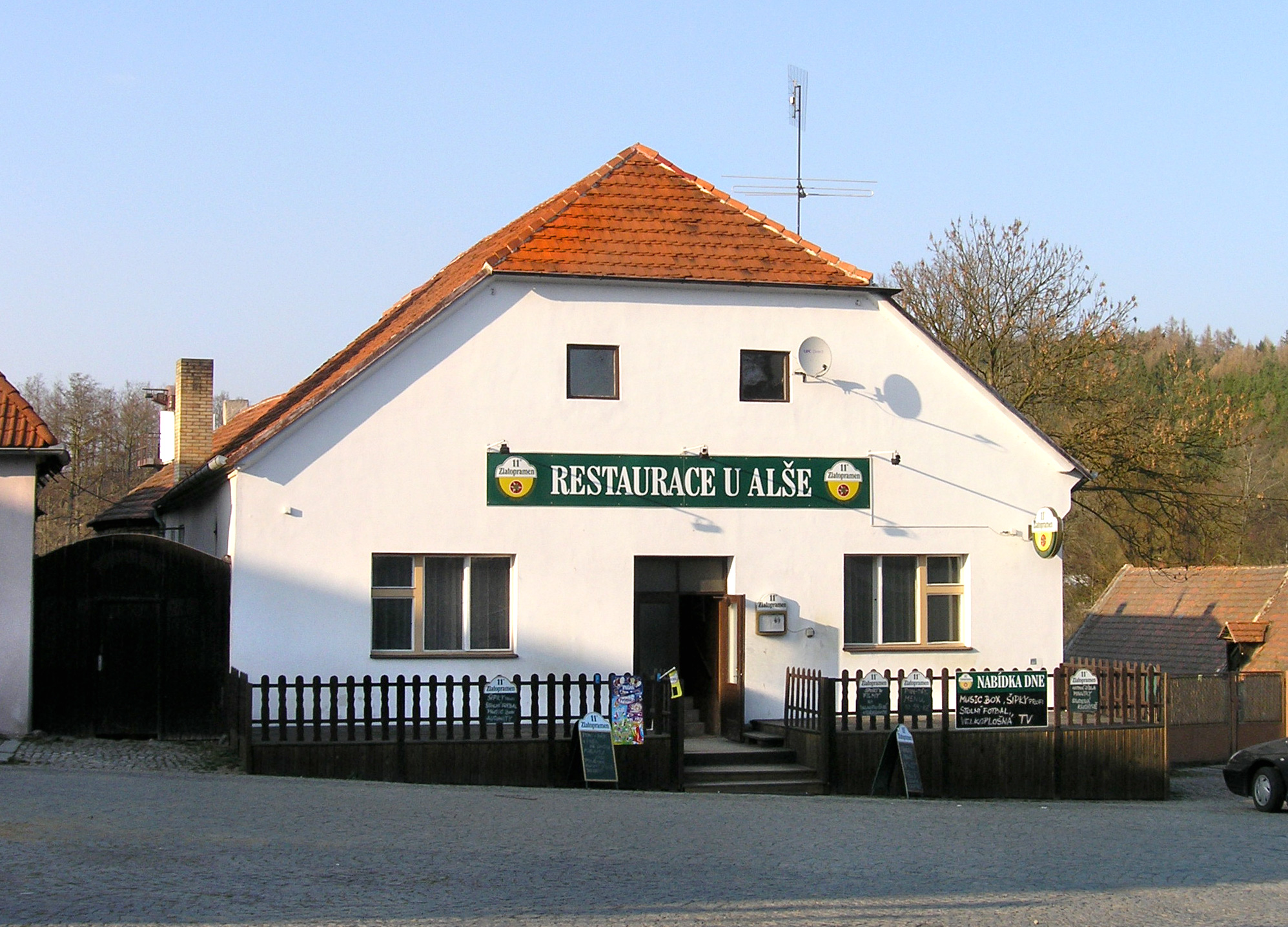
Restaurace na náměstí v Miroticích

- Výklenková kaple zasvěcená Panně Marii a svaté Anně se nachází ve zdi u čp. 79.[10]

## Významné osobnosti
Město Mirotice je rodištěm Mikoláše Alše (* 1852), který zde také už ve svých 4 letech začal s kreslením. Aleš zde žil s přestávkami do roku 1862, kdy nastupuje na studium v Písku. Pak zde pobýval prakticky jen o prázdninách až do roku 1874, kdy po smrti otce trvale odjíždí do Prahy. Na jeho počest jsou každoročně pořádány slavnosti nesoucí jméno Alšovy dny.
Český loutkář Matěj Kopecký je druhou významnou osobností Mirotic. Kopecký se zde nenarodil, ale přiženil se sem v roce 1795. Bydlel v Kvíčalovské chalupě v Rybářské ulici čp. 112 (u kostela svatého Jiljí) do roku 1836. S tradicí Matěje Kopeckého souvisí i Mirotické setkání loutek a hudby, které zde od roku 2004 probíhá každoročně koncem srpna.

## Galerie

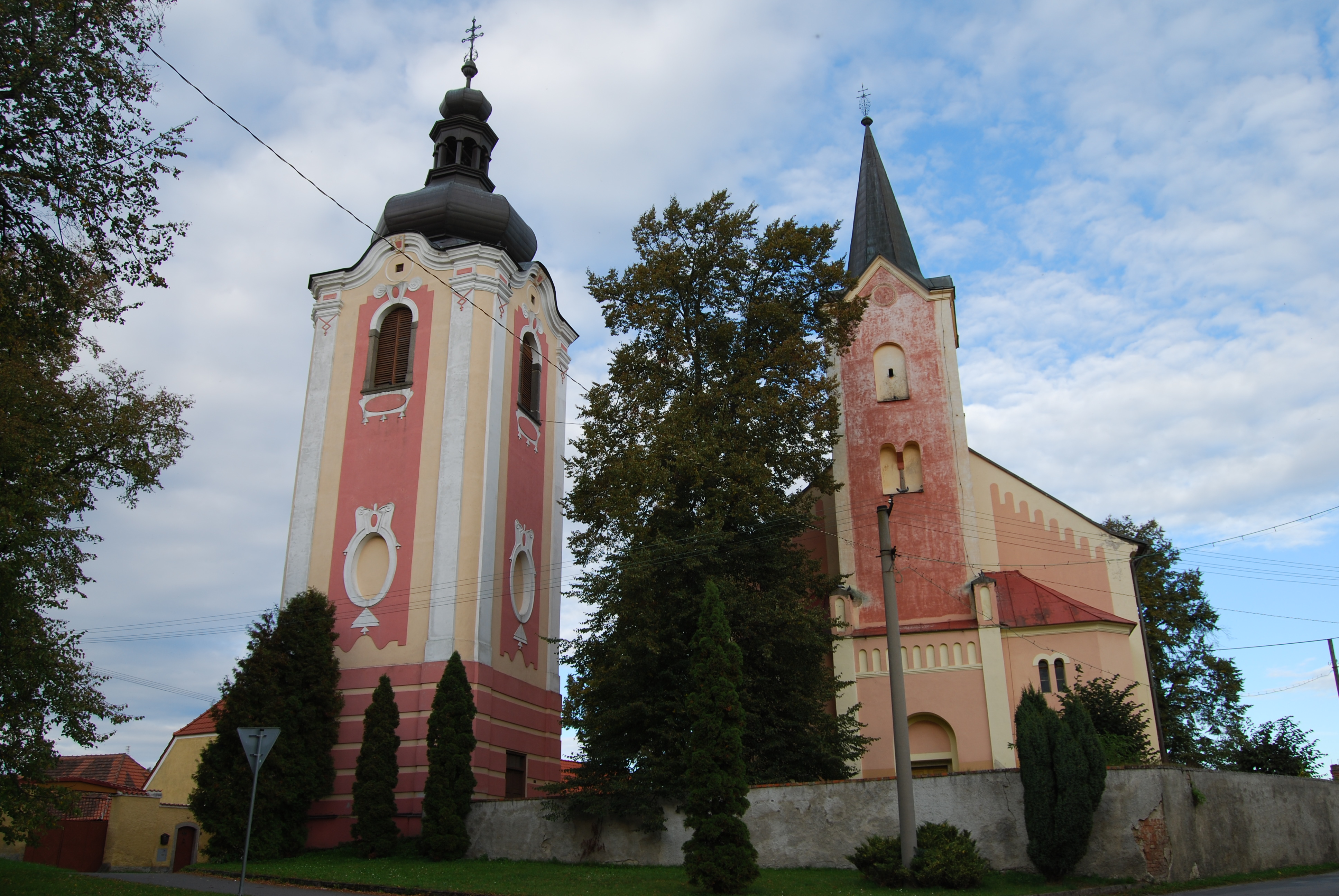
Kostel
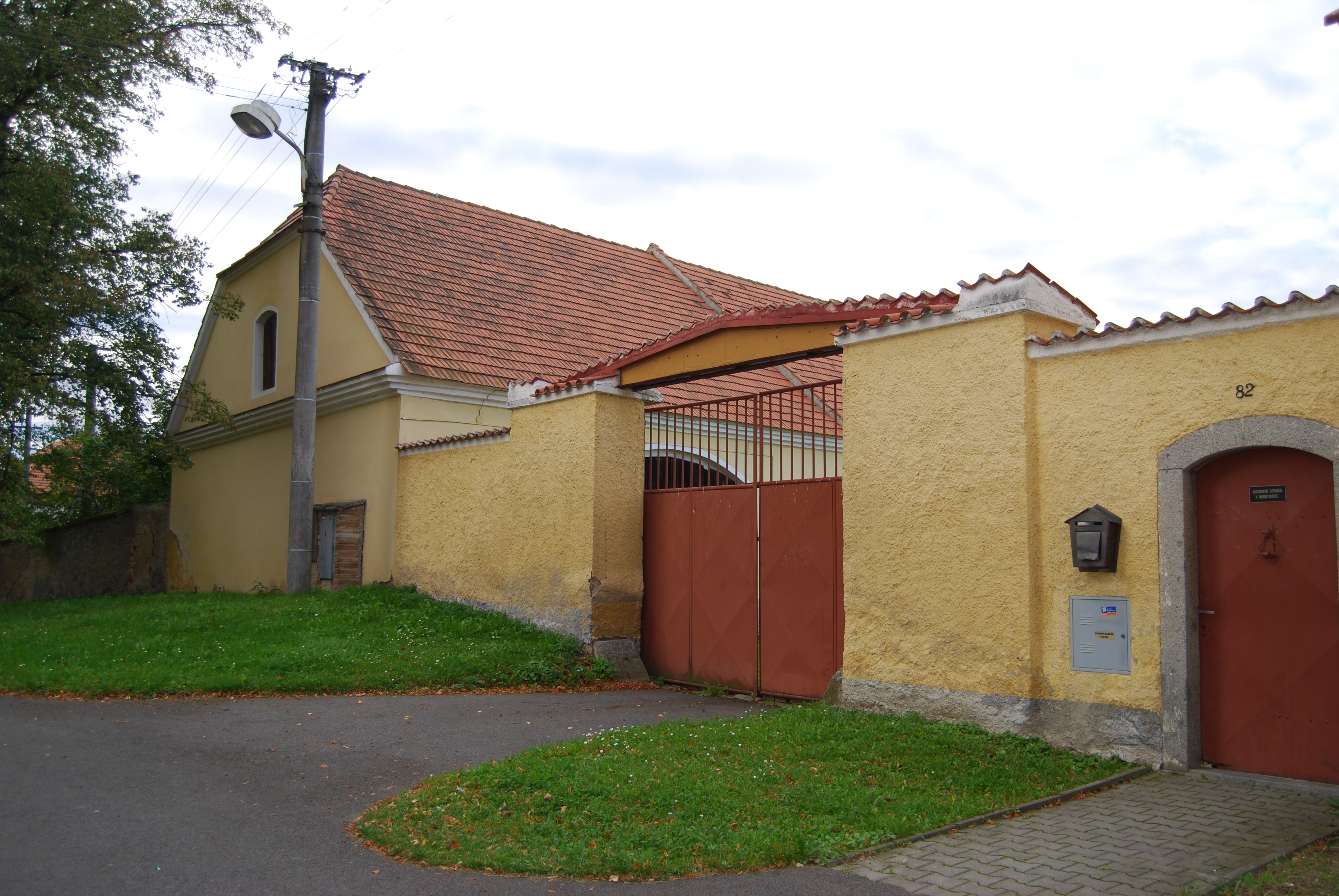
Fara
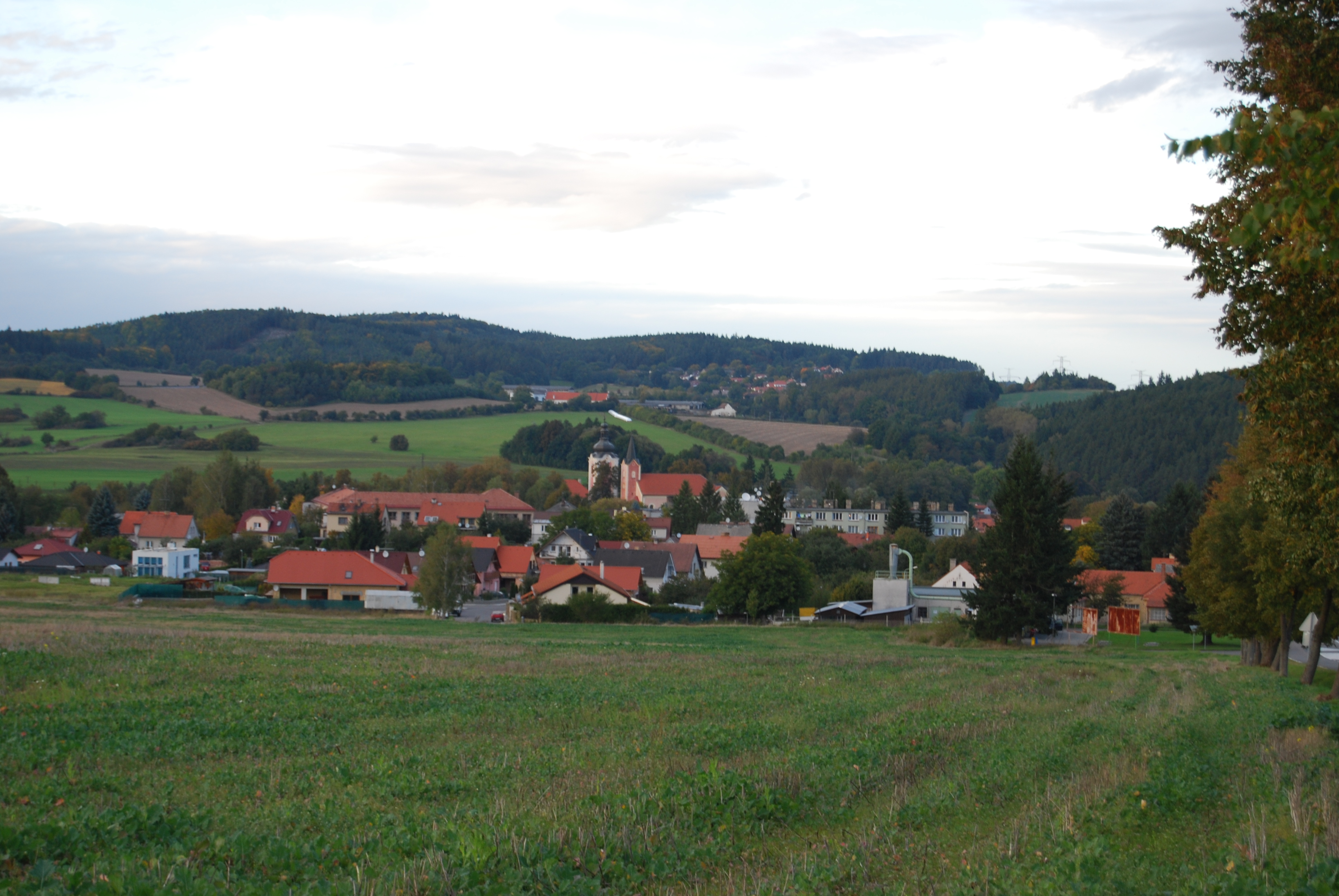
Z polí
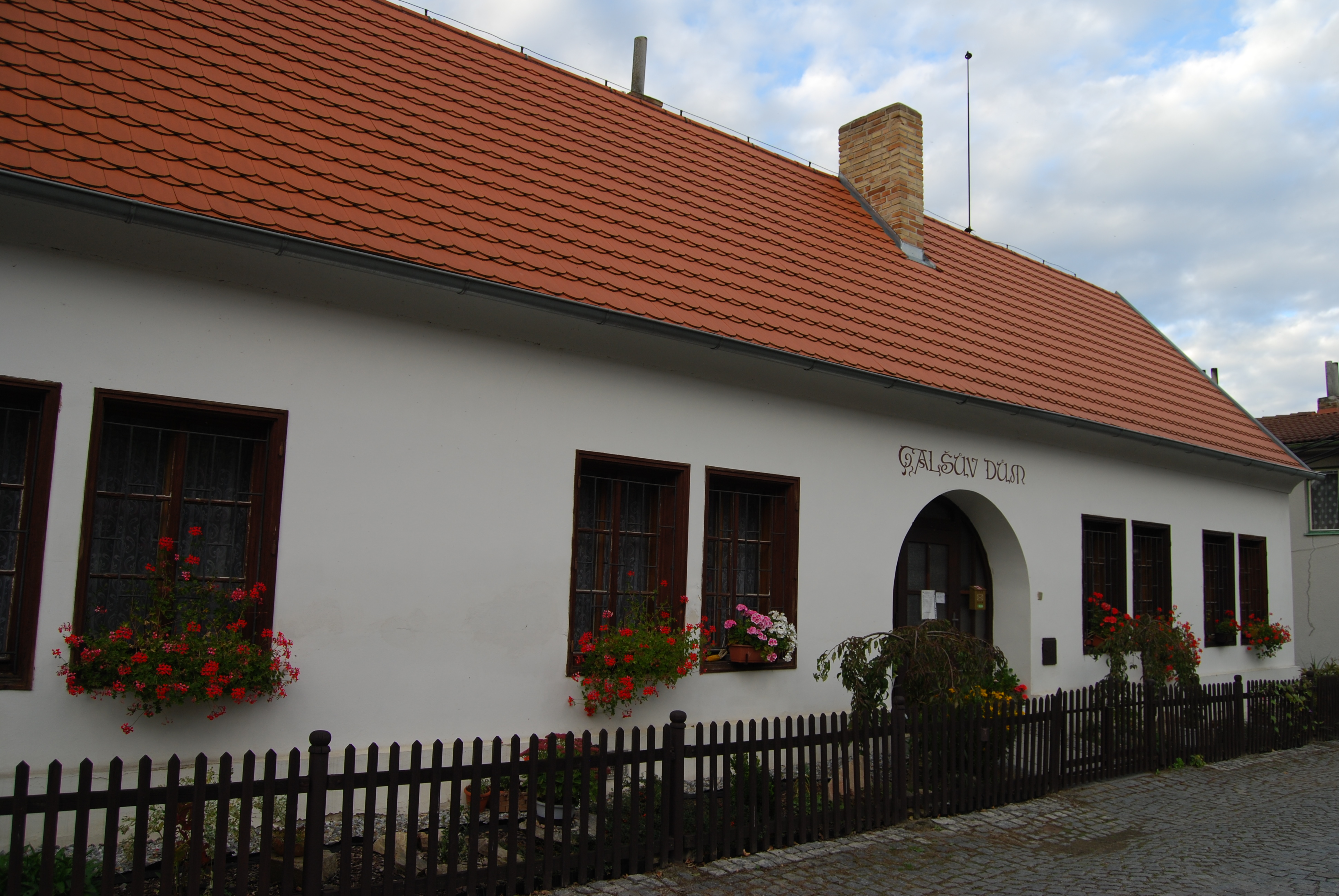
Alšův dům – památník Mikoláše Alše
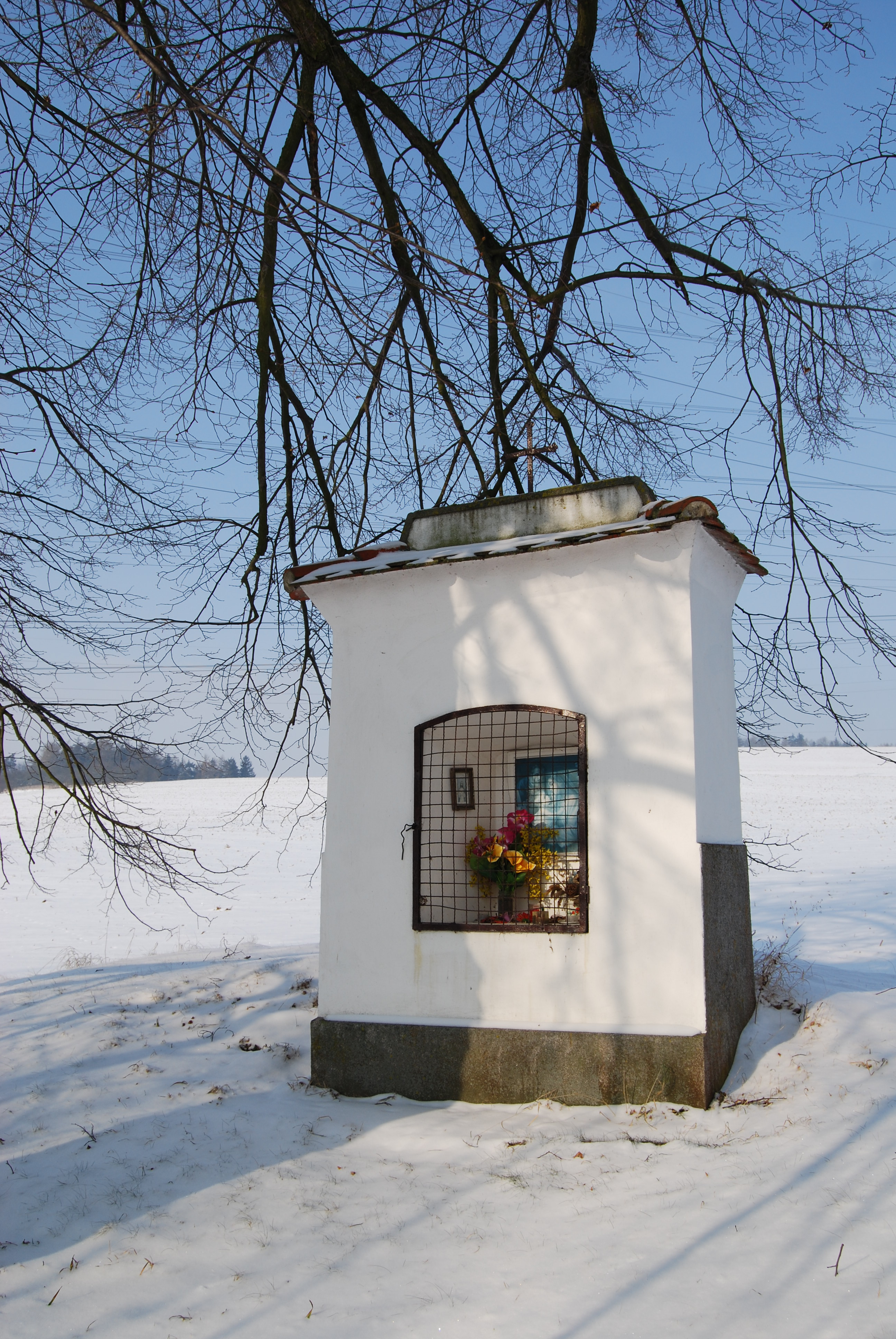
Kaplička
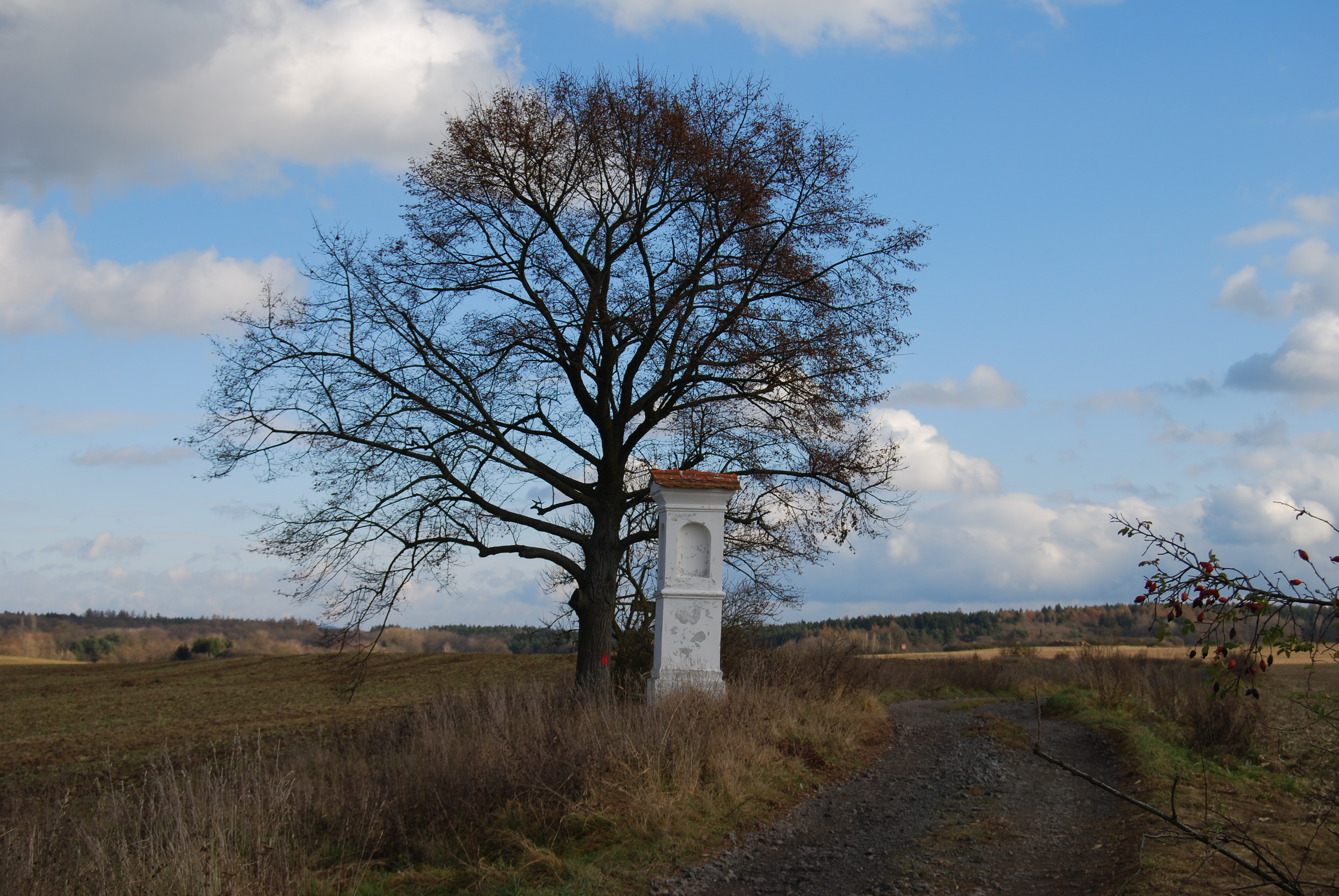
Boží muka
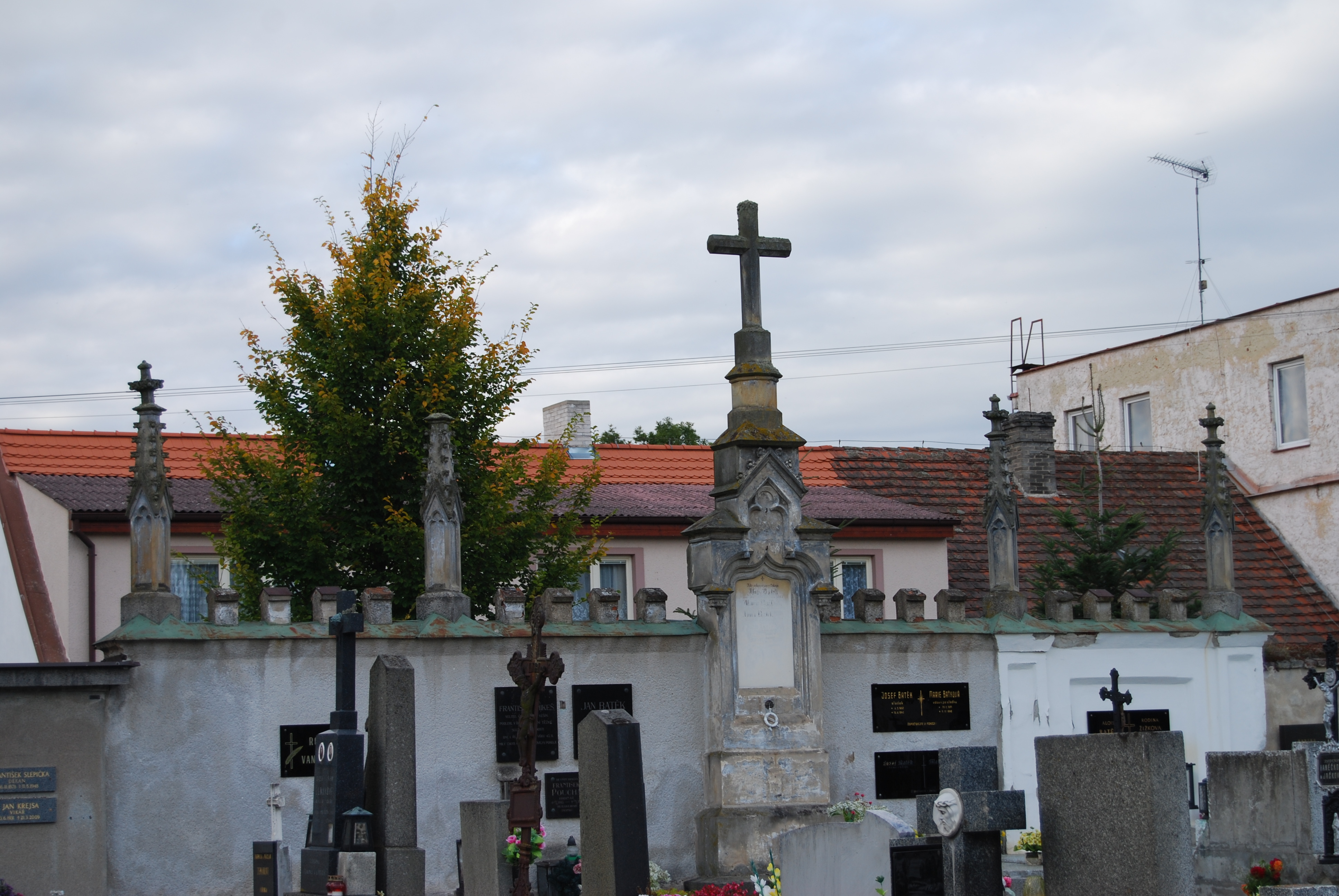
Hřbitov